# Johannes Müller (Geograph)
Johannes Müller (* 19. Februar 1959 in Karlsruhe) ist ein deutscher Geograph, Geologe und Botaniker. 

## Leben
Er absolvierte seine Studien an der Universität Würzburg sowie an der britischen University of Hull und der Universität Caen in Frankreich. Er hat sich dabei auf Fragen der Landschaftsökologie und Kulturlandschaftsentwicklung spezialisiert. Für seine bei Detlef Busche angefertigte Dissertation Grundzüge der Naturgeographie von Unterfranken. Landschaftsökologie – Landschaftsgenese – Landschaftsräumlicher Vergleich erhielt er 1998 einen Preis der Unterfränkischen Gedenkjahrstiftung für Wissenschaft. Für seine Arbeit Funktionen von Hecken wurde er mit dem Preis für Nachwuchswissenschaftler von der Akademie der Wissenschaften zu Berlin ausgezeichnet. Zu den Themen Landschaftsökologie, Geographie Asiens (Spezialgebiet China), Eisenbahngeschichte und Fotografie hielt er etliche Vorträge und hat zahlreiche Arbeiten veröffentlicht.
Johannes Müller arbeitet heute freiberuflich als Fotograf, Autor, Gutachter und Berater. Seine Fotos vermarktet er über eine eigene Bildagentur.

## Veröffentlichungen
- Landschaftselemente aus Menschenhand: Biotope und Strukturen als Ergebnis extensiver Nutzung, Spektrum Verlag, Heidelberg 2005, ISBN 3-8274-1554-3.
- Grundzüge der Naturgeographie von Unterfranken, Perthes Verlag Gotha 1996, ISBN 3-623-00500-2 (zugleich Dissertation).
- Kulturlandschaft China: Anthropogene Gestaltung der Landschaft durch Landnutzung und Siedlung, Perthes Verlag Gotha 1997, ISBN 3-623-00551-7.
- Extensiv genutzte Elemente der Kulturlandschaft: Entstehung von Strukturen und Biotopen im Kontext von Agrar-Ökosystem und Nutzungswandel am Beispiel Frankens, Beiheft 13 zu den Berichten der ANL, Laufen 2004, ISBN 3-931175-72-3.